# Marie Jaoul de Poncheville
Pour les articles homonymes, voir Poncheville et Poncheville (homonymie).
Marie Jaoul de Poncheville, est une auteure, réalisatrice, scénariste et actrice française.

## Biographie
Marie Jaoul de Poncheville est journaliste, et créé avec son compagnon François Truffaut une maison d'édition, 5 Continents, et une autre seule, avant de s'intéresser aux films. Elle rencontre le tibétologue de l'université Berkeley Richard Kohn qui tourne au Népal le film Le Dieu de la danse sur un rituel bouddhiste tibétain. Marie Jaoul de Poncheville vend une de ses maisons d'édition pour produire le film. En échange, il l'emmène au Tibet avec son équipe.
Par ses reportages sur les Tibétains, Marie Jaoul de Poncheville devient connue du dalaï-lama qui lui demande de le filmer lors de sa visite en Russie à la fin des années 1980.
Après les Manifestations de la place Tian'anmen, elle est placée en résidence surveillée à Chengdu plusieurs semaines après le tournage au Tibet de Lung Ta, les cavaliers du vent, plus tard narré par Isabelle Adjani. Grâce au consul américain, elle s'échappe de nuit. Le film a été inspecté en Chine et a subi des coupes.

## Filmographie partielle

### Actrice
- 1978 : Les Enquêtes du commissaire Maigret, épisode Maigret et le tueur de Marcel Cravenne (série télévisée) : Martine Batille
- 1978 : La Chambre verte de François Truffaut : Yvonne Mazet
- 1979 : La Mémoire courte d'Eduardo de Gregorio : la mère de Frank dans le troisième flashback
- 1985 : Hurlevent de Jacques Rivette : madame Lindon
- 1987 : Un amour à Paris de Merzak Allouache : Joëlle, la bookeuse
- 1989 : Mona et moi de Patrick Grandperret

### Réalisatrice
- 1990 : Lung Ta, les cavaliers du vent
- 1995 : Molom, conte de Mongolie
- 2008 : Tengri, le bleu du ciel
- 2012 : Empreintes : André Glucksmann, éloge du chardon (collection télévisée)

### Scénariste
- Loxin, l’initiation d’un jeune chamane (documentaire réalisé par Franz-Christoph Giercke)
- 1990 : Lung Ta, les cavaliers du vent
- 1995 : Molom, conte de Mongolie
- 1998 : La Vie sur terre (co-scénariste avec Abderrahmane Sissako)
- 2001-2003 : Yönden (suite de Molom)
- 2008 : Tengri, le bleu du ciel (co-scénariste avec Jean-François Goyet)